# Anton Woensam
Anton Woensam, dit aussi Anton de Worms, né à Worms aux environs de 1492 ou 1500 et mort à Cologne vers 1541, est un graveur sur bois, peintre et illustrateur allemand, qui a exercé à Cologne entre 1520 et 1535.

## La ville de Cologne
La gravure d'Anton de Worms représentant la ville de Cologne en 1531, juxtaposée à une photographie du même lieu prise en 2006.